# Philippe Mangou

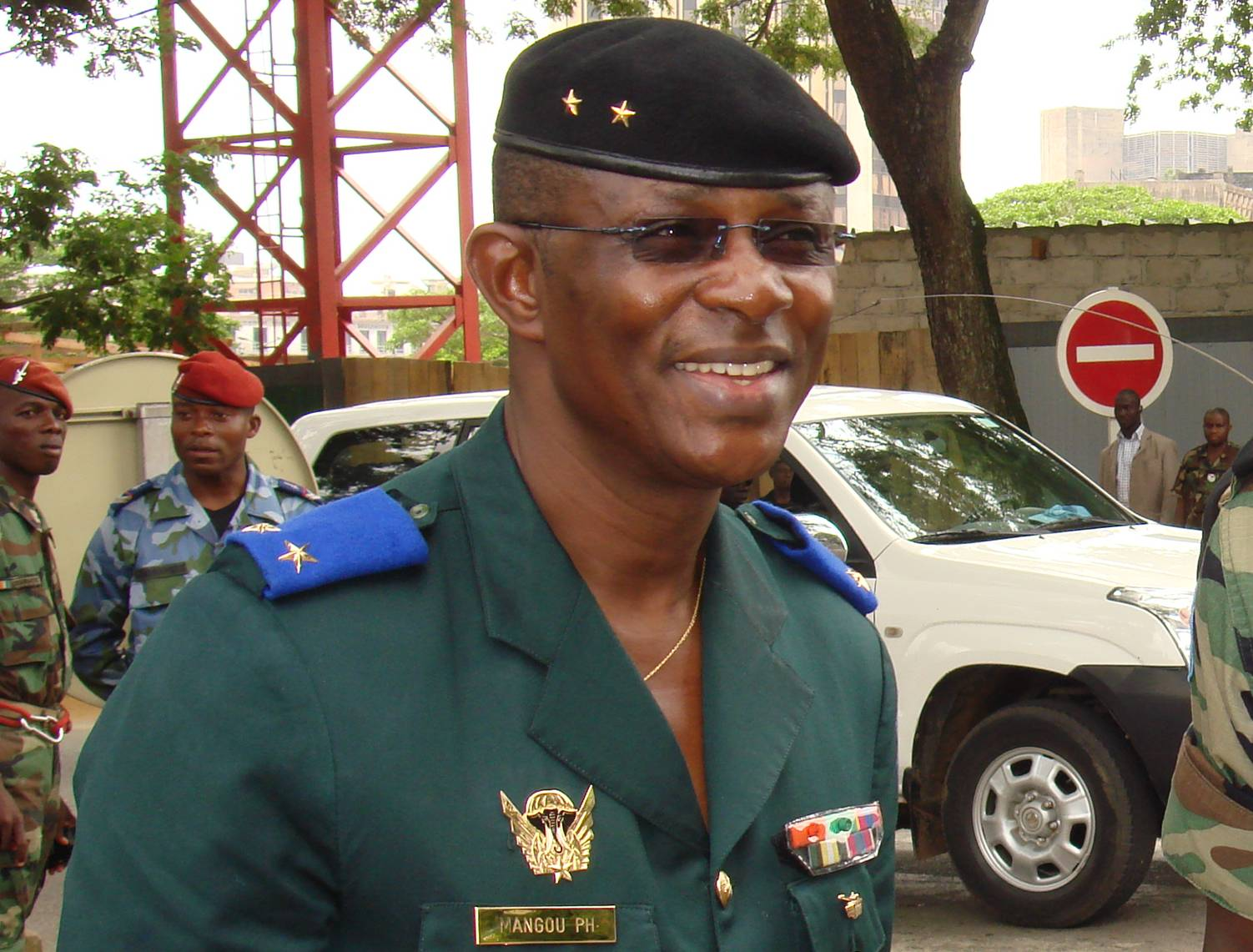
Philippe Mangou (2008)

General Philippe Mangou (* 26. Januar 1952) ist ein ivorischer Militär und Diplomat. Er war seit 2004 unter Laurent Gbagbo der Generalstabschef der damaligen ivorischen Streitkräfte (FDS).
In der Nacht vom 14. auf den 15. März 2011 wurde seine Residenz in Yopougon im Zuge der Regierungskrise  2010/2011 von schwerbewaffneten Einheiten der Forces Nouvelles de Côte d’Ivoire angegriffen. Am Abend des 30. März 2011 flüchtete er zusammen mit seiner Familie in die südafrikanischen Botschaft in Abidjan.
Von 2019 bis 2024 war Mangou Botschafter der Elfenbeinküste in Deutschland.